# SN 1990F
SN 1990F – supernowa typu Ia odkryta 24 lutego 1990 roku w galaktyce A133902+3209. W momencie odkrycia miała maksymalną jasność 19,20m.